# Maximilian Haider
Maximilian Haider (1950) es un físico austríaco.  Fue galardonado con el Premio Wolf en Física en 2011, junto a Knut Urban y Harald Rose, por sus contribuciones al microscopio electrónico.
Ha compartido también con ambos científicos el Premio Fundación BBVA Fronteras del Conocimiento 2013 en la categoría de Ciencias Básicas por aumentar de forma exponencial el poder de resolución del microscopio electrónico al desarrollar una óptica electrónica que ha supuesto un avance que ofrece precisión subatómica. 